# Rijswijkse moorden
De Rijswijkse moorden betreft een moordaanslag in Rijswijk in de nacht van 7 op 8 maart 1985 waarbij drie mensen vermoord werden en nog twee mensen gewond raakten. De slachtoffers waren lid van een amateurband, die repeteerden in kantoorruimte op de verdieping die ook werd gebruikt door de Bevrijdingsraad voor Suriname. Tijdens de opsporing ging men ervan uit dat het een vergismoord betrof, en dat de Bevrijdingsraad het eigenlijke doelwit was.
De moordaanslag werd gepleegd door twee gewapende mannen. Voor de moorden is niemand veroordeeld.
Op 8 maart 2025 werd in Rijswijk bij de Verrijn Stuartlaan een gedenkplaat aan een brug onthuld. Deze bestaat uit twee delen, met op de ene plaat een drumstel en op de andere de namen van de overleden slachtoffers.